# Калейдоскоп (газета)
«Калейдоско́п» — еженедельная детская газета, выходившая в Санкт-Петербурге с 1860 по 1862 год.

## История
Еженедельная газета для русских детей среднего возраста «Калейдоскоп» выходила в Петербурге в 1860—1862 гг.
Меняла подзаголовки: в 1861 году — «Детская иллюстрация. Еженедельное издание для русских детей среднего возраста», в 1862 — «Живописно-литературный сборник для русского юношества».
Редактор — С. П. Бурнашева.
На страницах публиковались беллетристика и статьи для детской аудитории.